# 彗星的命名

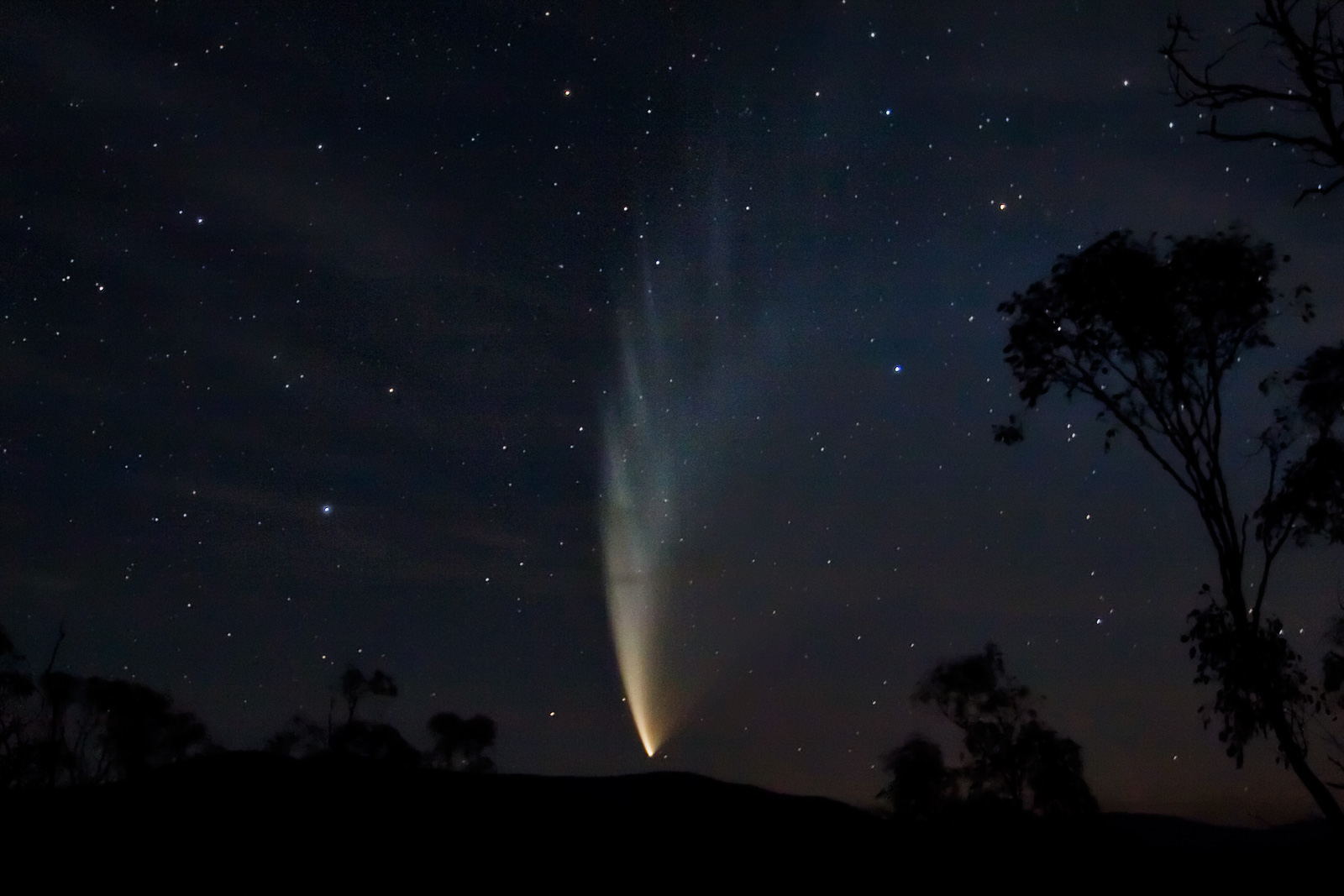
麥克諾特彗星，以它的發現者羅伯特·麥克諾特之名命名。它也被稱為2007年大彗星，並具有數字名稱C/2006 P1。

彗星的觀測已經持續了2000多年。在那段時間里，使用了幾種不同的系統來為每顆彗星命名，因此許多彗星都有不止一個名字。
最簡單的系統是以彗星被觀測到的年份來命名彗星（例如1680年大彗星）。然而，最早是以對該顆彗星第一次詳細研究者的名字來命名（例如哈雷彗星），之後出現了一種慣例，即使用發現者的名字來命名（例如海爾-博普彗星）。在二十世紀，科技和專門蒐索的改進，導致彗星發現數量的大幅增加，這就導致了數值命名方案的創建。最初的方案是按照彗星通過近日點的順序分配程式碼（例如Comet 1970 II）。這一方案一直持續到1994年，當時每年發現的彗星數量持續新增，導致了一個新計畫的創建。該系統根據軌道類型和發現日期分配程式碼（例如C/2012 S1）。這是目前仍在運行的命名系統。

## 按年份命名

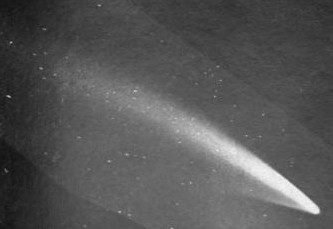
以其出現的日期命名的1910年1月大彗星。

在任何系統的命名慣例被採用之前，彗星的命名管道多種多樣。在20世紀初之前，大多數彗星都只是簡單地用它們出現的年份來稱呼，例如「1702年的彗星」。
引起公眾關注（即超越天文學界），特別明亮的彗星將被描述為當年的大彗星，例如「1680年大彗星」和「1882年大彗星」。如果一年中出現一顆以上的大彗星，則該月將用於消除歧義，例如「1910年1月大彗星」。偶爾也可以使用其它附加形容詞。

## 以人名命名
最早以人的名字命名的彗星可能是西元前44年的凱撒彗星，之所以如此命名，是因為它是在尤利烏斯·凱撒遇刺後不久被觀測到的，並被解釋為他神格化的標誌。後來的同名彗星是以對其進行詳細調查的天文學家或後來發現該彗星的發現者的名字命名的

### 調查人員

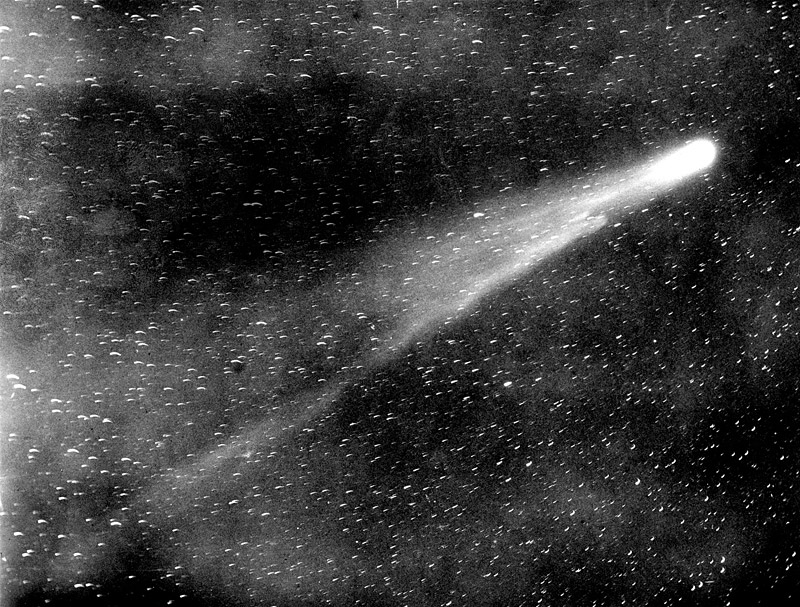
哈雷彗星，以最早計算其軌道的愛德蒙·哈雷命名。它現在的編號為1P/哈雷和1P/1682 Q1。

在愛德蒙·哈雷證明1531年、1607年和1682年的彗星是同一天體，並成功預測其於1759年回歸後，這顆彗星被稱為哈雷彗星。同樣的，第二顆和第三顆已知的週期彗星，恩克彗星和比拉彗星，是以計算它們軌道的天文學家而不是最初的發現者的名字命名的。後來，週期彗星通常以其發現者的名字命名，但只出現過一次的彗星仍以其出現的年份命名。

### 發現者

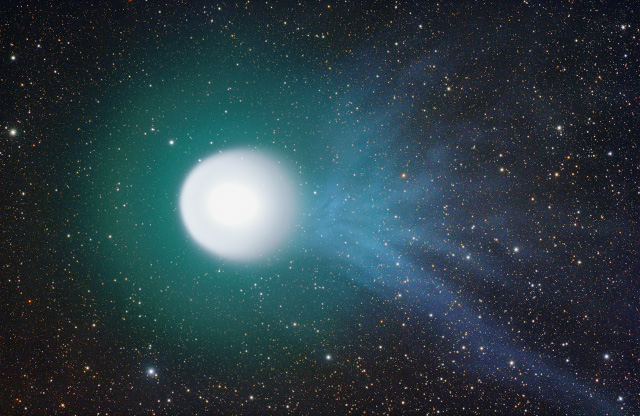
霍姆斯彗星，以其發現者埃德溫·霍姆斯命名。它也有數值名稱17P/霍姆斯彗星。

第一顆以發現者而不是計算其軌道的人命名的彗星是法葉彗星：由赫維·法葉於1843年發現。然而，這種習俗直到20世紀初才廣泛傳播。而且它在今天仍然很常見。
一顆彗星最多可以以三位發現者的名字命名，他們可以作為一個團隊合作，也可以獨立發現（不知道其他研究者的工作）。這些名字用連字號連在一起，盡可能使用En dash。例如，斯威夫特-塔特爾彗星首先由路易斯·斯威夫特發現，幾天後霍勒斯·帕內爾·塔特爾也發現；這兩項發現是獨立完成的，因此該彗星以這兩位名字命名來表彰。當發現者有一個連字號的姓氏（例如斯蒂芬·辛格-布魯斯特）時，連字號會被一個空格（105P/辛格 布魯斯特）代替，以避免混淆。
從20世紀末開始，許多彗星都是被大型天文學家團隊發現，因此可能以他們的合作團隊或使用的儀器命名。例如，160P/林尼爾彗星是林肯近地小行星研究小組（LINEAR）發現的。IRAS—荒貴—阿爾科克彗星是使用紅外線天文衛星（IRAS）的團隊、業餘天文家荒貴源一和喬治·阿爾科克獨立發現的。
在過去，當同一個人、一群人或團隊發現多顆彗星時，彗星的名稱是通過在發現者的名稱上加一個數字來區分的（但僅適用於週期彗星）；因此，舒梅克-李維彗星1到9（由卡羅琳·舒梅克、尤金·舒梅克和大衛·李維發現）。今天，一些儀器發現了大量彗星，使得這個系統不切實際，也沒有試圖確保每顆彗星都有一個獨特的名字來避免混淆。

## 命名系統

### 原始系統
直到1994年，彗星首次被賦予臨時名稱，由它們發現的年份和一個小寫字母組成，表示該年的發現順序（例如，1969i彗星（Bennett）是1969年發現的第9顆彗星）。一旦觀測到這顆彗星通過近日點，並確定了它的軌道，這顆彗星就被賦予了近日點年份，後面加上一個羅馬數字的永久名稱，表明它在該年通過近日點的順序，因此1969i彗星就變成了1970 II（它是1970年經過近日點的第二顆彗星）
。

### 當前系統

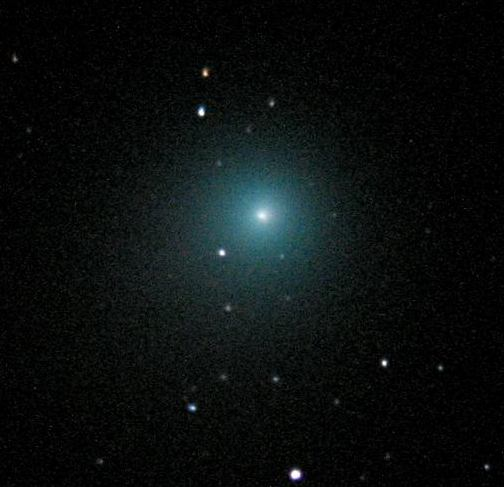
C/2004 Q2，2004年8月下半月發現的第二顆彗星。它也被稱為梅克赫茲彗星，以其發現者唐納德·梅克赫茲命名。

越來越多的彗星被發現，使這一過程變得尷尬。在指定永久名稱之前，從發現到近日點通過的延遲也是如此。因此，國際天文學聯合會在1994年核准並推出一個新的命名系統。彗星的命名是以發現年份，在後面以一個字母表示發現的半個月時段，並以數字表示在該時段發現的順序（類似於已經用於小行星的系統）。例如，在2006年2月後半月發現的第4顆彗星，其名稱是2006 D4。然後添加前最綴字母以表示彗星的性質：
- P/：表示週期彗星，以此定義為軌道週期小於200年的彗星，或是觀測結果確認已經通過近日點一次以上的彗星[5]。
- C/：表示非週期彗星，即根據前面的定義，任何「非」週期彗星。
- X/：表示無法計算出可靠軌道的彗星（通常為歷史彗星）。
- D/：表示一顆已經消失、破碎或是遺失的週期彗星[5]。例如萊克塞爾彗星（D/1770 L1）和舒梅克-李維九號彗星（D/1993 F2）
- A/：表示一顆被錯誤地認定為彗星的物體，但實際上是一顆小行星。這是一個多年未使用的選項，2017年首次應用於斥侯星（A/2017 U1  ('Oumuamua)）。然後用於彗星類似軌道上的所有小行星。
- I/：表示星際天體[6]。2017年添加到系統中，允許對'Oumumamua進行重新分類（1I/2017 U1）。截至2019年，有此分類的另一顆天體是2I/鮑里索夫彗星（2I/2019 Q4）。

例如，海爾-博普彗星的名稱是C/1995 O1。在第二次觀測到近日點通過後，週期彗星的名稱會被賦予一個額外的首碼號，表明它們的發現順序。哈雷彗星是第一顆被確定為週期彗星的彗星，系統名稱為1P/1682 Q1。
除了系統編號的名稱外，國際天文學聯合會通常會為彗星指定一個標準名稱，這幾乎總是彗星發現者的名字。當彗星只被賦予臨時命名時，彗星的「正式名稱」，如果有的話，通常會加上括弧附加在當前系統名稱後面。然而，當一顆週期彗星收到一個編號和一個永久名稱時，通常會在編號和首碼後使用其給定的該名稱來表示彗星。例如，未編號的週期彗星P/2011 NO1（葉列寧）和非週期彗星C/2007 E2 (洛弗喬伊)的符號是它們的臨時系統名稱，加上後面括弧中的永久名稱；然而，編號的週期彗星67P/ 楚留莫夫-格拉希門克彗星被賦予其編號首碼（「67P/」），後跟其永久名稱「楚留莫夫-格拉希門克彗星」。
星際物體也按照發現的順序進行編號，可以獲得永久名稱和系統名稱。第一個例子是1I/Oumuamua，其正式名稱為1I/2017 U1（ÖOumuamu）。

#### 與小行星名稱的關係
有時，人們不清楚新發現的天體是彗星還是小行星（將先獲得小行星序號）。任何最初被錯誤歸類為小行星但很快被更正為彗星的物體，都會以小行星的名稱納入彗星的名稱中。這可能會導致一些彗星有著奇怪的名稱，例如227P/Catalina–LINEAR{{{2}}}（227P/Catalina–LINEAR），其替代名稱為 227P/2004 EW38 (Catalina-LINEAR)，源自原始小行星臨時名稱2004 EW38。
在其它情况下，一顆已知的小行星可以開始表現出彗星的特徵（例如發展出彗髮），從而既被歸類為小行星，也歸類為彗星。即在這兩種系統下，都有其被指定的名稱。目前已有八顆同時被列為彗星和小行星的天體： 2060 Chiron（95P/Chiron）、4015 Wilson–Harrington（107P/Wilson–Harrington）、7968 Elst–Pizarro（133P/Elst–Pizarro）、 60558 Echeclus（174P/Echeclus）、118401 LINEAR（176P/LINEAR）、(300163) 2006 VW139（288P/2006 VW139）、(323137) 2003 BM80 （282P/2003 BM80）、和(457175) 2008 GO98（362P/2008 GO98）。